# 夢吊橋
夢吊橋（ゆめつりばし）は、広島県東部の芦田川水系の八田原ダムにある歩行者専用の吊橋。
PC吊床版橋のなかでは支間長が世界一長く、ギネス・ワールド・レコード社により認定されている。

## 概要
1996年3月竣工。支間長147.6m、橋長172.6m、幅員2.5m。設計は新日本技研、施工は住友建設（現三井住友建設）。八田原ダム竣工に伴い、ダム湖である芦田湖中間付近に架橋された。1996年土木学会田中賞作品部門受賞。
PC吊床版橋とは、プレキャスト（PC）床版を両岸のアンカーブロックから張り渡したPCケーブル（PC鋼材）で吊っている橋。この構造から、中央付近で飛び跳ねるとゆっくりとした揺れを体感できる。
橋の三分の二が甲山町域、三分の一が府中市諸毛町域であることから、府中市議会の議決により甲山町が橋を一括管理することになった。2004年からは甲山町と合併した世羅町が橋を一括管理している。
橋を渡りながら願い事をするとその願いが叶うと言われている。

## ギャラリー

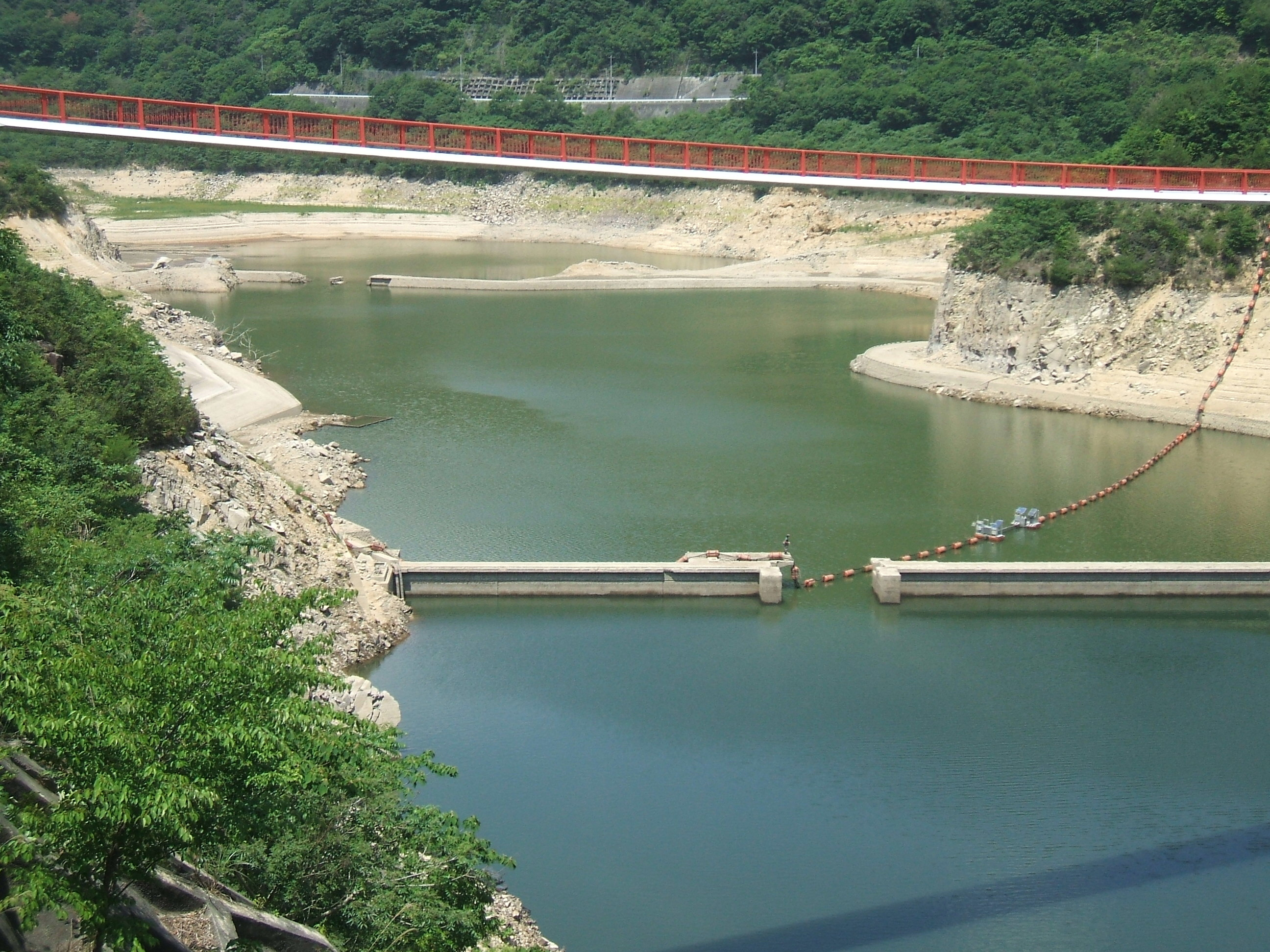
旧宇津戸川ダムと夢吊橋
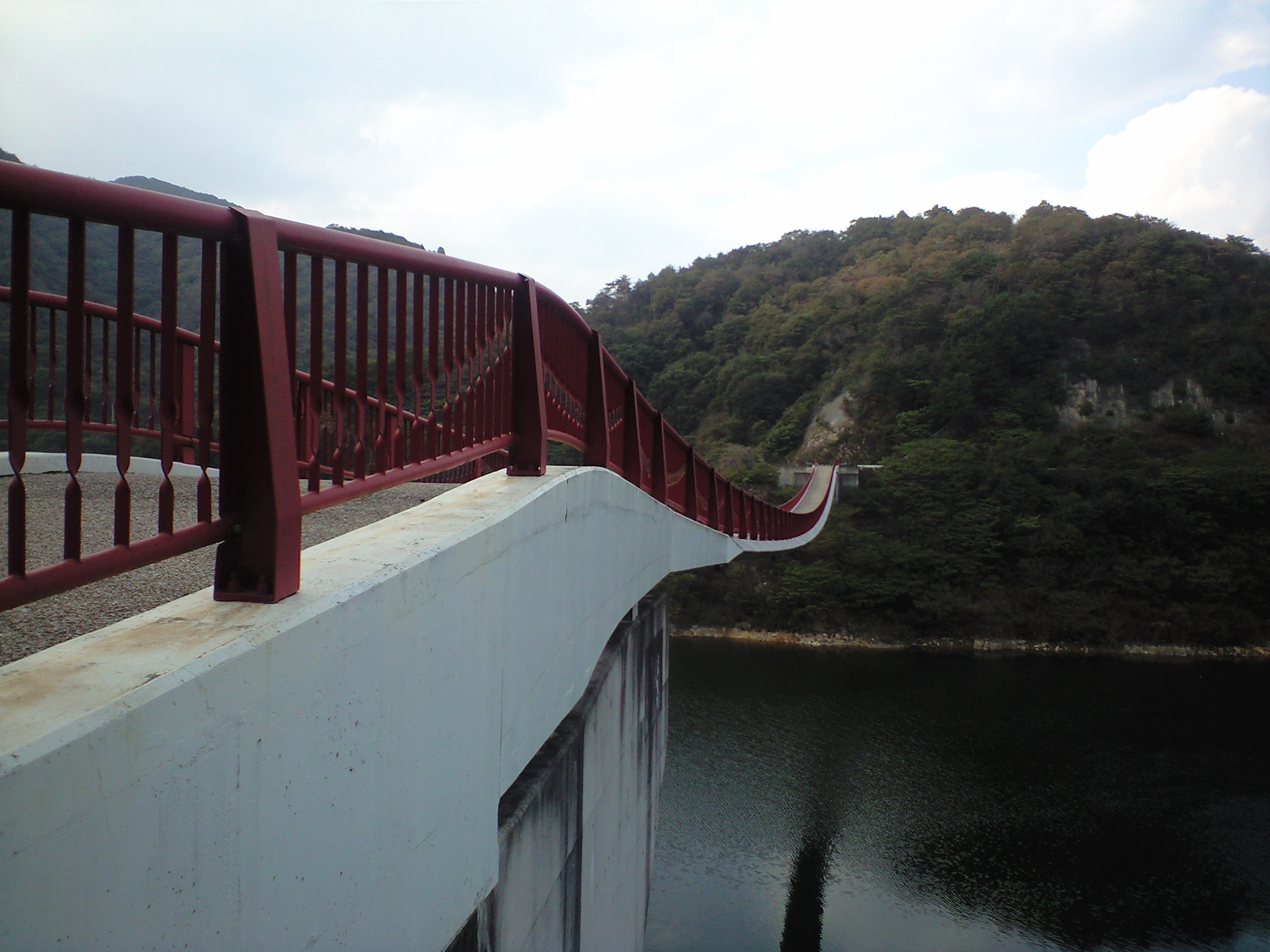
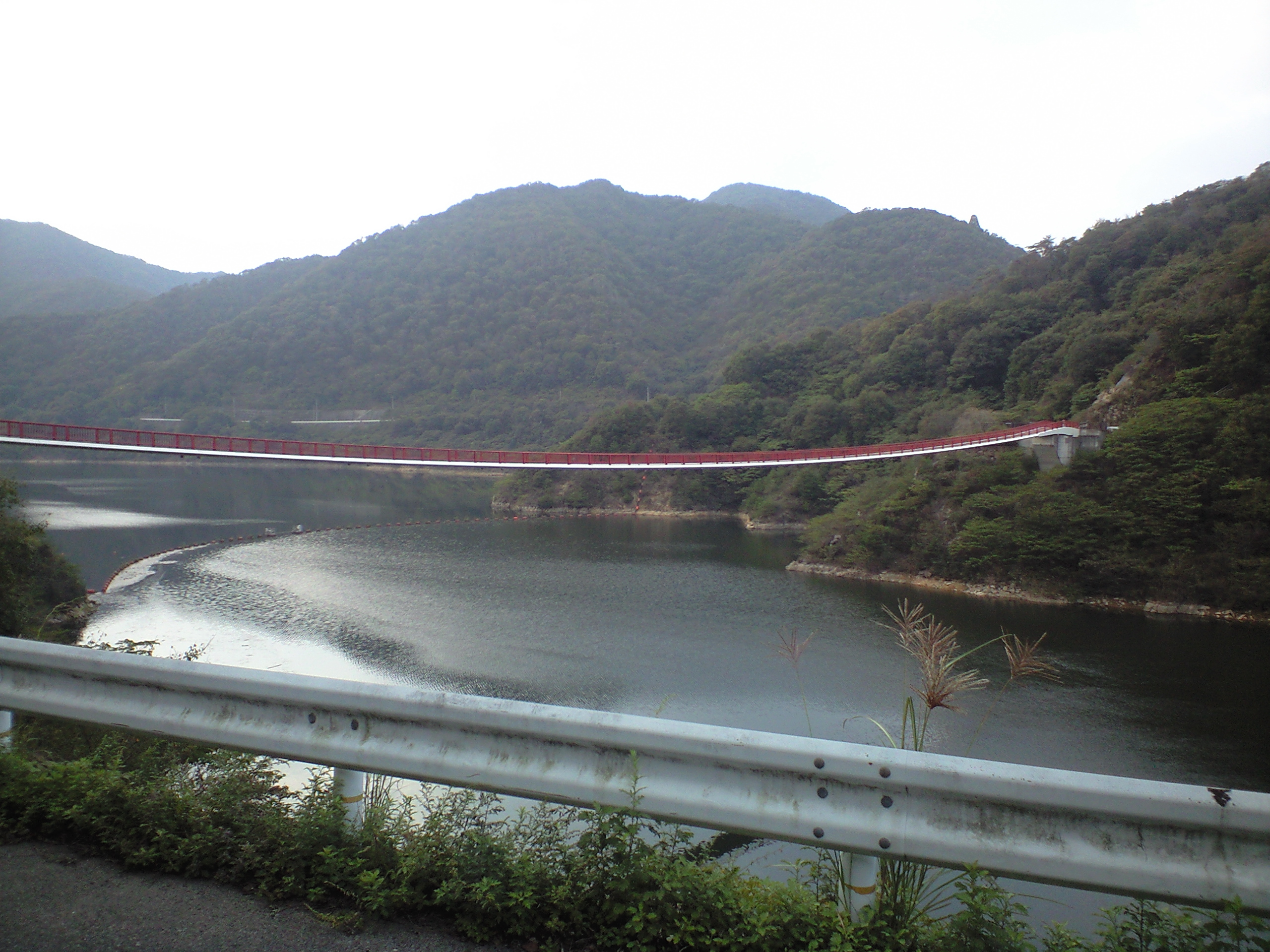
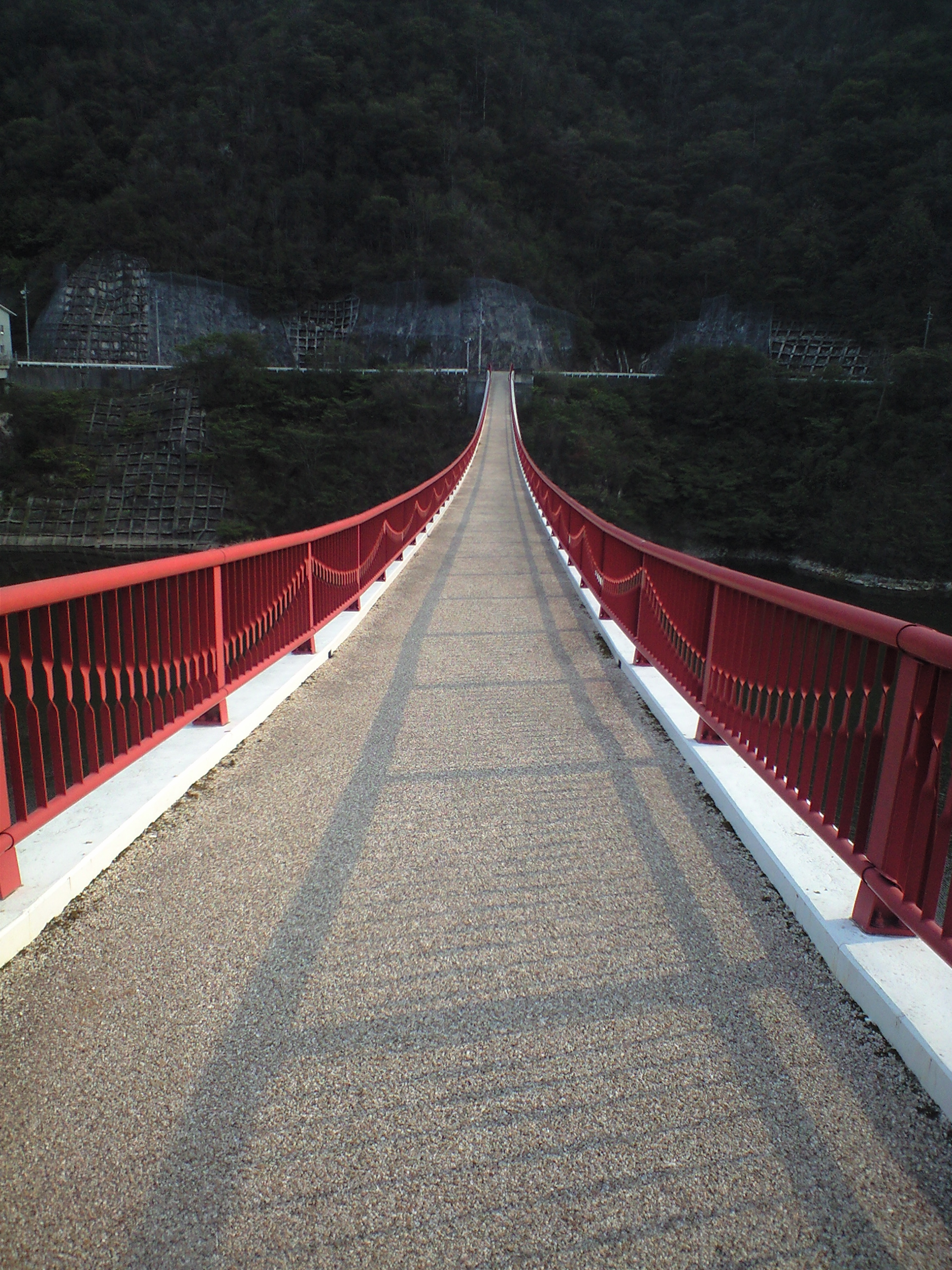
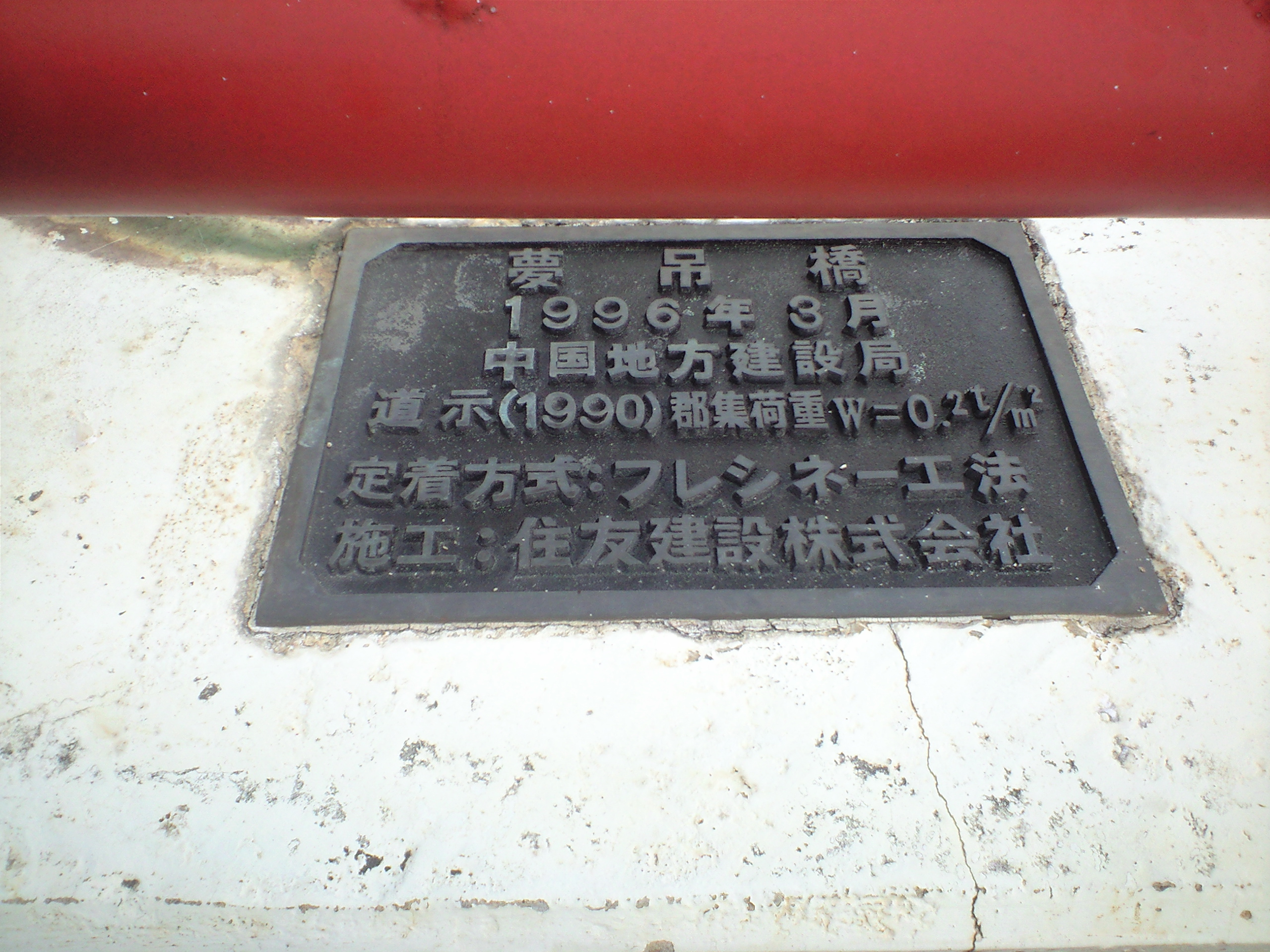
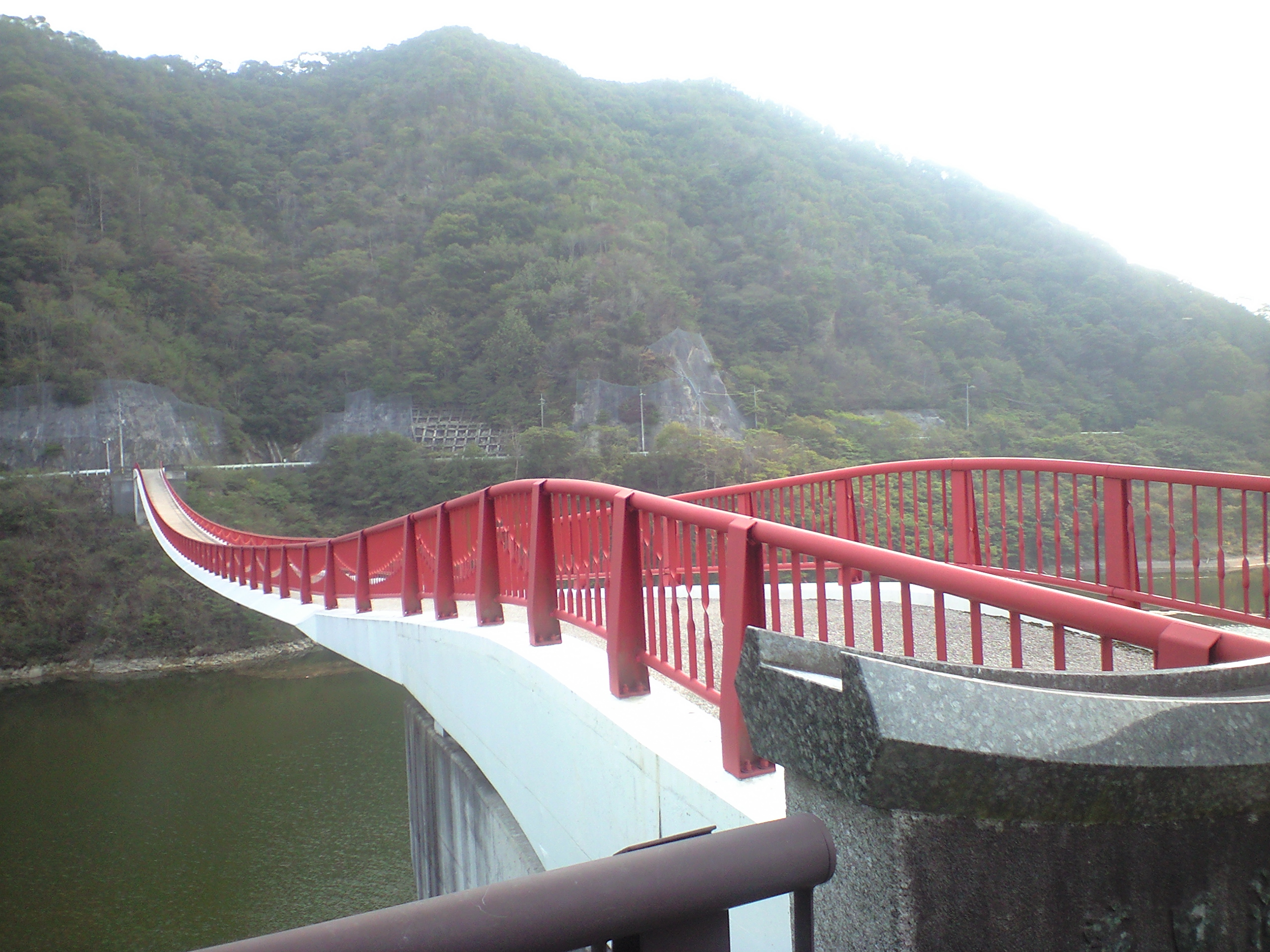
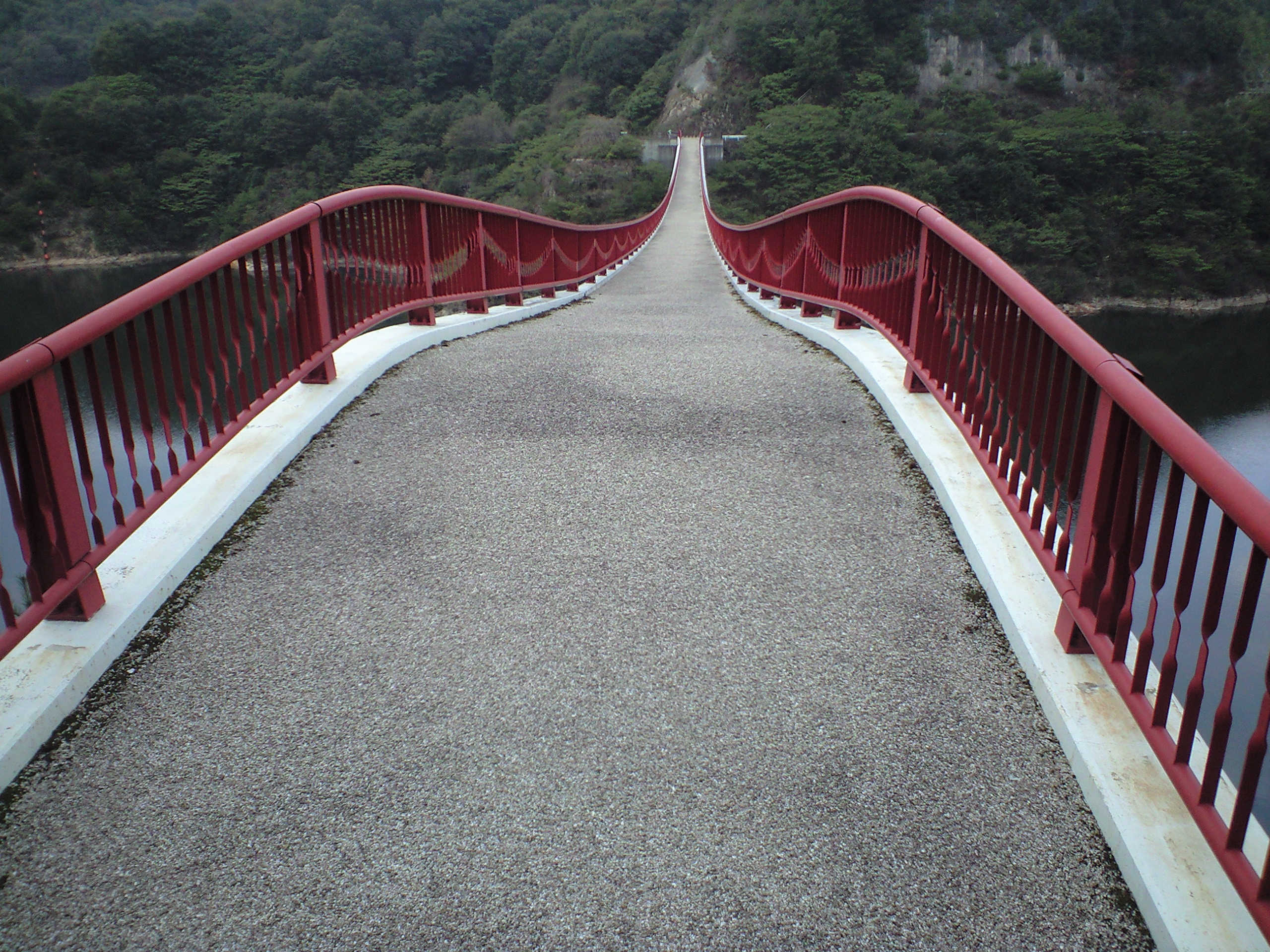
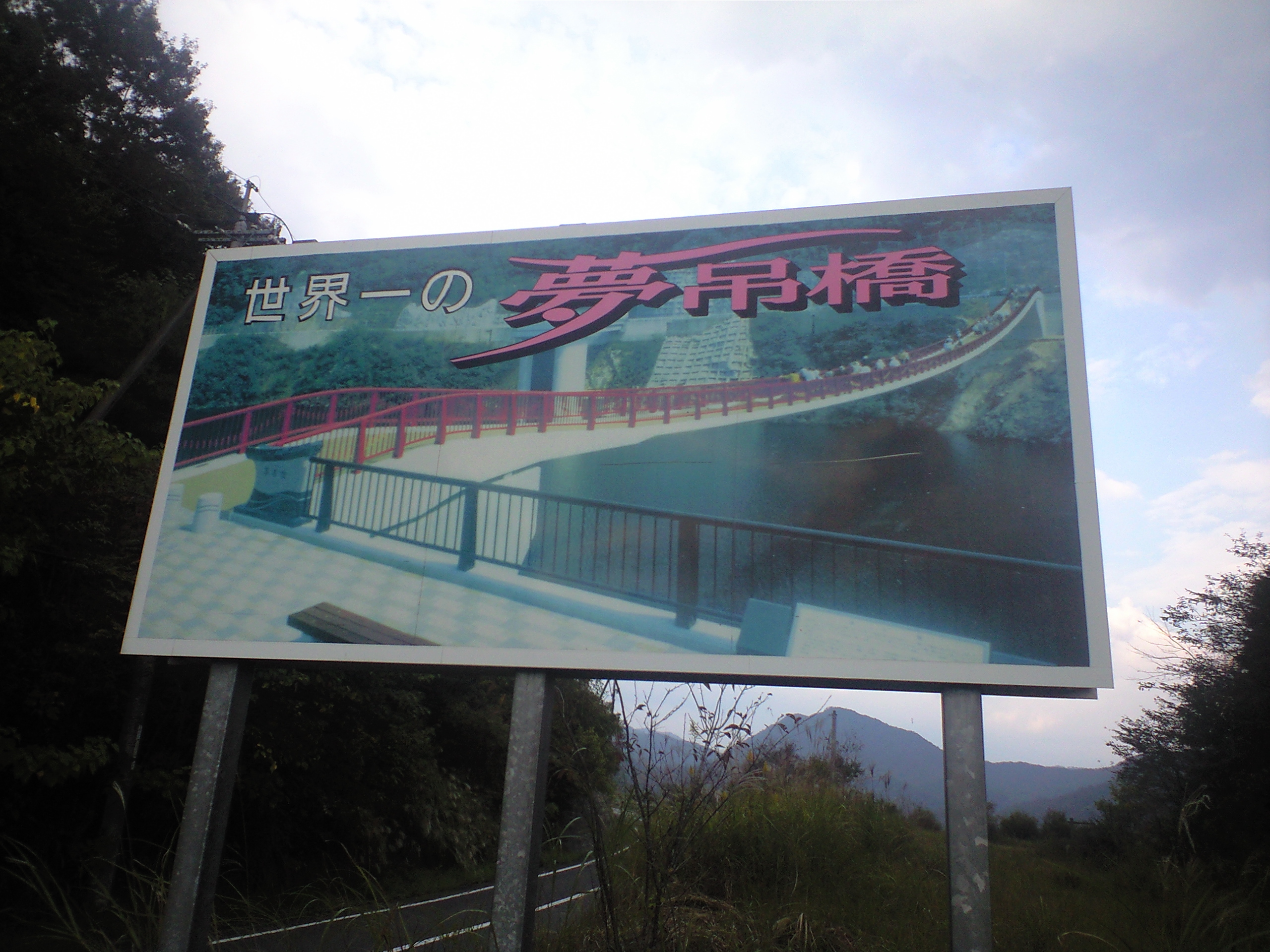
道路脇入口看板

## 交通
- JR福塩線河佐駅から車で約10分
- 尾道自動車道世羅インターチェンジ
- 山陽自動車道三原久井インターチェンジから約25分
- 中国自動車道庄原インターチェンジから車で約50分